# Červený potok (přítok Jílovského potoka)
Červený potok je potok v Ústeckém kraji v Česku. Je dlouhý 5,2 km, plocha povodí činí přibližně 7 km² a vlévá se do Jílovského potoka jako pravostranný přítok v Modré. Při své délce a ploše povodí se spolu s Bělským potokem řadí mezi dva největší přítoky Jílovského potoka.

## Průběh toku
Pramení SZ od Javorového vrchu v nadmořské výšce přibližně 447 m. Tok se orientuje jihozápadním směrem a postupně se stáčí k západu, k severu (Čermná) až na severovýchod (ústí). Kilometr pod pramenem napájí menší rybník a po dalším kilometru vtéká do obce Čermná. Zde míjí kostel svatého Mikuláše. Za obcí vstupuje do smíšeného lesa, kde se zařezává do terénu hlubokým údolím. Nakonec vtéká do obce Modré a jeho vody se jakožto pravostranného přítoku slévají s Jílovským potokem v nadmořské výšce 290 m.

## Fotogalerie

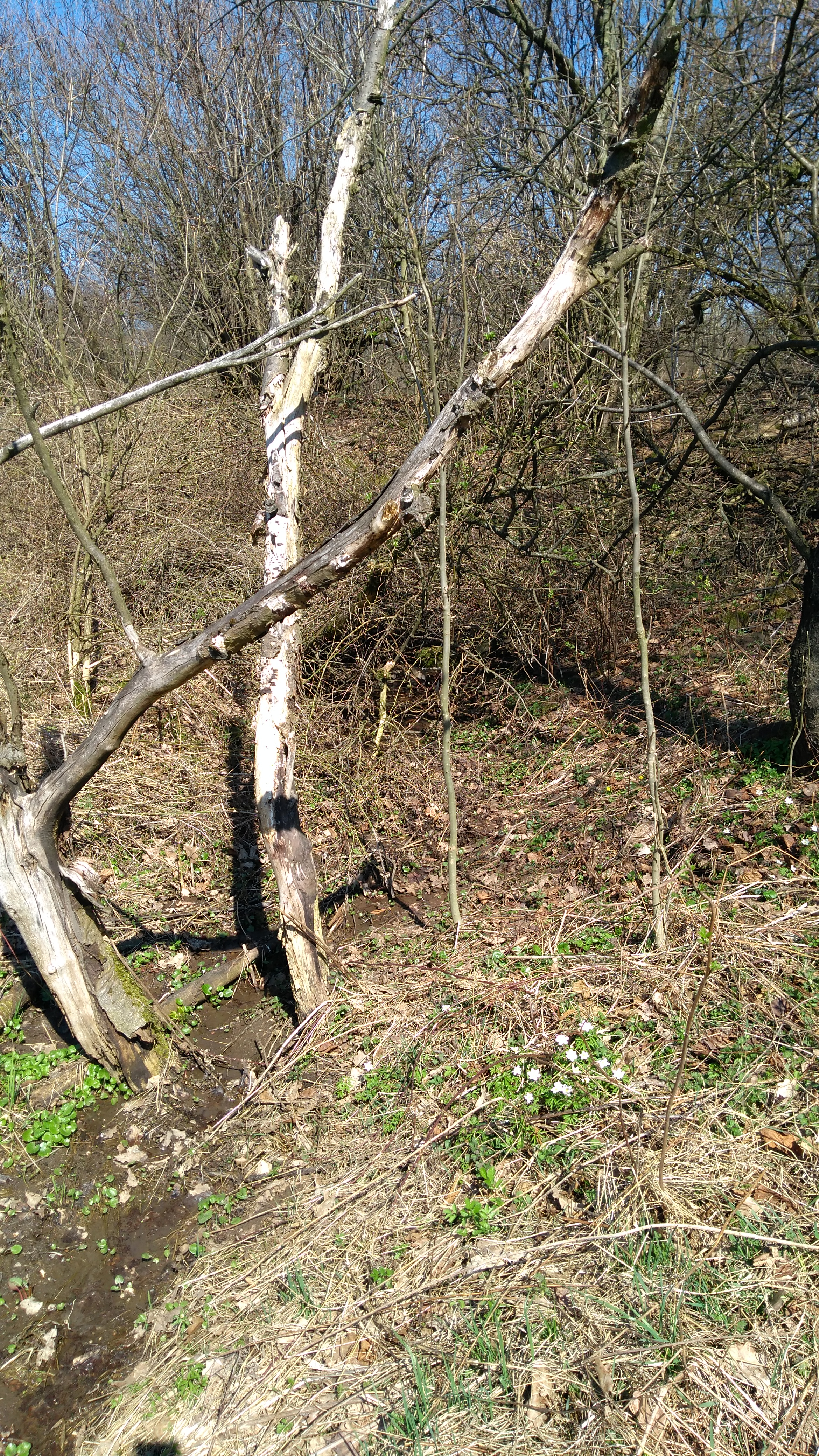
Pramen.
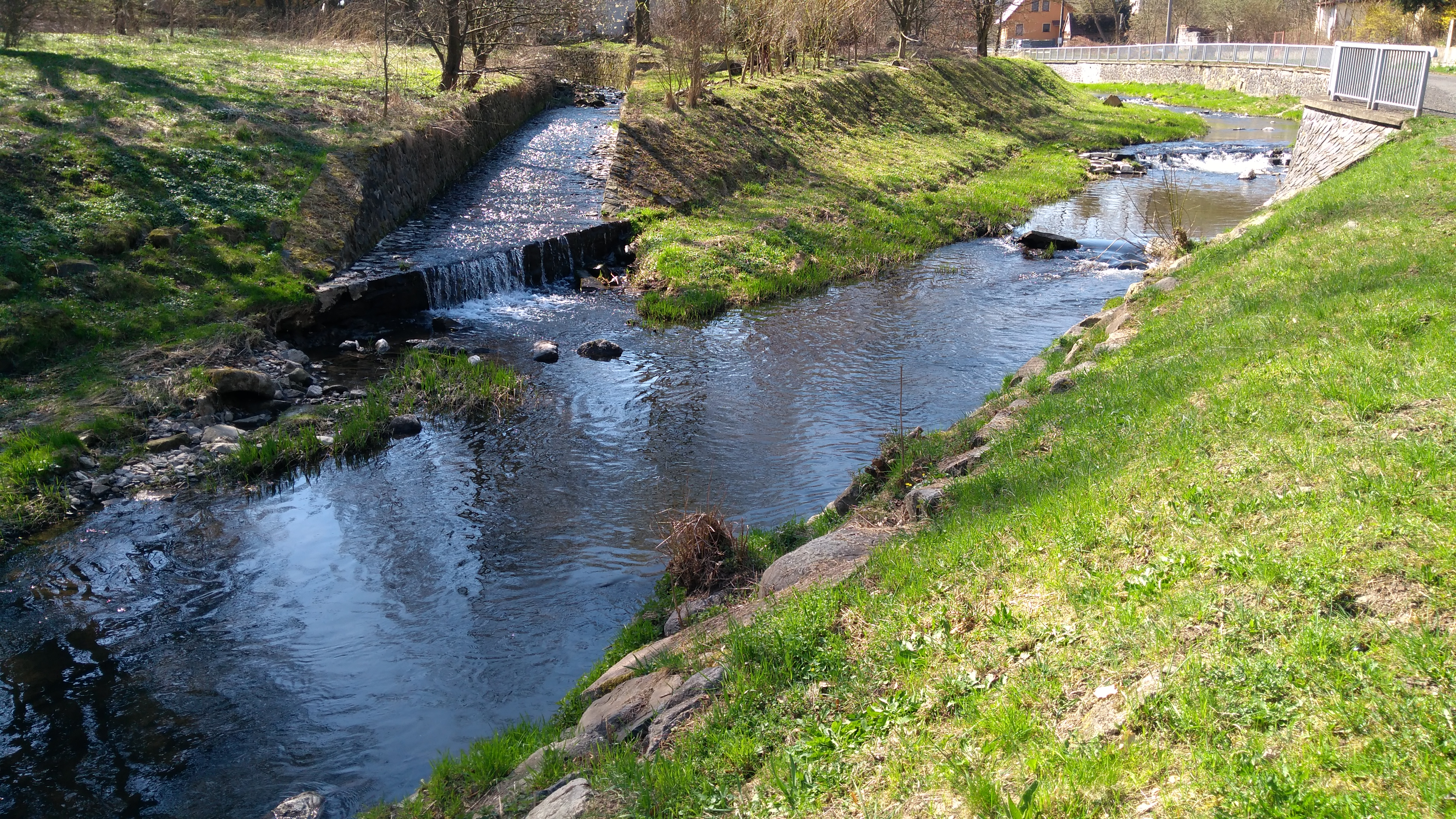
Soutok s Jílovským potokem.